# Абсорбционная спектроскопия
Абсорбционная спектроскопия или спектроскопия поглощения — спектроскопический метод, при использовании которого измеряют поглощение излучения при прохождении через образец в зависимости от частоты или длины волны. Образец частично поглощает энергию, то есть фотоны источника излучения. Интенсивность поглощения изменяется в зависимости от частоты, и такое изменение представляют в виде спектра поглощения. Метод абсорбционной спектроскопии позволяет проводить измерения по всему электромагнитному спектру. Применяется для определения концентрации веществ в растворах. Обладает рядом ценных качеств: возможность одновременного получения качественных и количественных данных, большая информация о химической природе вещества, высокая скорость анализа, высокая чувствительность метода, возможность анализа веществ во всех агрегатных состояниях, возможность анализа смесей без их разделения на компоненты, возможность многократного использования пробы для повторного исследования, позволяет исследовать микроскопические объекты, возможность применения ЭВМ для обработки данных.
Абсорбционная спектроскопия используется в качестве инструмента аналитической химии для определения присутствия определённого вещества в образце и, во многих других случаях, для количественной оценки присутствующего абсорбирующего вещества. Инфракрасная и оптическая спектроскопии распространены в аналитических приложениях. Абсорбционная спектроскопия также используется в исследованиях молекулярной и атомной физики, астрономической спектроскопии и дистанционного зондирования.
Существует широкий спектр экспериментальных подходов к измерению спектров поглощения. Наиболее распространённая схема — направить генерируемый пучок излучения на образец и определить интенсивность проходящего через него излучения. Переданную энергию можно использовать для расчёта поглощения сравнивая его со стандартным образцом. Источник, расположение образцов и метод измерения интенсивности проходящего света существенно различаются в зависимости от частотного диапазона и цели эксперимента.
Ниже приведены основные типы абсорбционной спектроскопии:
| Номер | Электромагнитное излучение | Тип спектроскопии                                                                               |
| ----- | -------------------------- | ----------------------------------------------------------------------------------------------- |
| 1     | Рентген                    | Рентгеновская абсорбционная спектроскопия                                                       |
| 2     | Ультрафиолет — видимый     | Оптическая абсорбционная спектроскопия                                                          |
| 3     | Инфракрасный               | Инфракрасная абсорбционная спектроскопия                                                        |
| 4     | СВЧ                        | Микроволновая спектроскопия поглощения                                                          |
| 5     | Радиоволны                 | Спектроскопия электронного парамагнитного резонанса Спектроскопия ядерного магнитного резонанса |
| 6     | Лазер                      | Диодно-лазерная абсорбционная спектроскопия                                                     |

## Спектр поглощения
Спектр поглощения материала — это доля падающего излучения, поглощаемая материалом в определённом диапазоне частот. Спектр поглощения в основном определяется в зависимости от атомного и молекулярного состава материала. Излучение с большей вероятностью будет поглощаться на частотах, которые соответствуют разнице энергий между двумя квантово-механическими состояниями молекул или атомов. Поглощение, возникающее из-за перехода между двумя состояниями, называется линией поглощения, а спектр обычно состоит из множества линий.
Частоты появления линий поглощения, а также их относительная интенсивность в первую очередь зависят от электронной и молекулярной структуры образца. Частоты также будут зависеть от взаимодействий между молекулами в образце, кристаллической структуры твёрдых тел и некоторых факторов окружающей среды (например, температуры, давления, электромагнитного поля). Линии также будут иметь ширину и форму, которые в первую очередь определяются спектральной плотностью или плотностью состояний системы.

### Теория
Линии поглощения обычно классифицируются по природе квантово-механических изменений, индуцированных в молекуле или атоме. Линии связанные с вращением молекул, например, возникают при изменении состояния вращения молекулы. Энергии связанные с вращением обычно находятся в микроволновой области спектра. Колебательные энергии соответствуют изменениям колебательного состояния молекулы и обычно находятся в инфракрасной области. Линии связанные с электронными переходами соответствуют изменению электронного состояния атома или молекулы и обычно находятся в видимой и ультрафиолетовой областях спектра. Поглощение рентгеновских лучей связано с возбуждением электронов расположенных на внутренних оболочках атомов. Эти изменения также можно комбинировать (например, переходы вращение-колебание), что приводит к новым линиям поглощения при комбинированной энергии двух изменений.
Энергия, связанная с квантово-механическими переходами между энергетическими состояними молекулы или атома, в первую очередь определяет частоту линии поглощения, но частоту можно изменить несколькими типами взаимодействий. Электрические и магнитные поля могут вызвать сдвиг или появление новых энергетических состояний (снятие вырождения). Взаимодействие с соседними молекулами может вызывать сдвиги (например, ударное уширение). Например, линии поглощения молекулы в газовой фазе могут значительно смещаться из-за взаимодействия соседних состояний, когда эта молекула находится в жидкой или твёрдой фазе и сильнее взаимодействует с соседними молекулами.
Ширина и форма линий поглощения определяются прибором, используемым для наблюдения, материалом, поглощающим излучение, и физическим окружением этого материала. Обычно линии имеют форму гауссовского распределения или лоренцевского распределения. Линия описывается только её интенсивностью (амплитудой) и шириной, а не всей формой.
Интегрированная интенсивность, полученная путём интегрирования площади под линией поглощения, пропорциональна количеству присутствующего поглощающего вещества. Интенсивность также связана с температурой вещества и квантово-механическим взаимодействием между излучением и поглотителем. Это взаимодействие количественно определяется вероятностью перехода и зависит от конкретного нижнего состояния, с которого начинается переход, и верхнего состояния, с которым он связан.
Ширину линий поглощения можно определить с помощью спектрометра, использованного для её измерения. Спектрометр имеет внутренний предел того, насколько узкую линию он может разрешить, и поэтому наблюдаемая ширина может соответствовать этому пределу. Если ширина линии больше предела разрешения спектрометра, то она в первую очередь определяется окружающей средой поглотителя. Жидкий или твёрдый поглотитель, в котором соседние молекулы сильно взаимодействуют друг с другом, имеет тенденцию иметь более широкие линии поглощения, чем газ. Повышение температуры или давления поглощающего вещества также будет иметь тенденцию к увеличению ширины линии. Также часто несколько соседних переходов располагаются достаточно близко друг к другу и их линии перекрываются, и поэтому результирующая общая линия становится ещё шире.

### Связь со спектром пропускания
Спектры поглощения и пропускания предоставляют эквивалентную информацию, и зная один из них можно рассчитать другой спектр с помощью математического преобразования. Спектр пропускания будет иметь максимальную интенсивность на длинах волн, где поглощение является самым слабым, поскольку через образец проходит больше света. Спектр поглощения будет иметь максимальную интенсивность на длинах волн, где поглощение наиболее сильно.

### Связь с эмиссионным спектром
Эмиссия — это процесс, при котором вещество выделяет энергию в форме электромагнитного излучения. Излучение может происходить на любой частоте, на которой может происходить поглощение, и это позволяет определять линии поглощения по спектру испускания. Тем не менее, спектр излучения обычно будет иметь картину интенсивности, совершенно отличную от спектра поглощения, поэтому они не эквивалентны. Спектр поглощения можно рассчитать по спектру излучения с использованием коэффициентов Эйнштейна.

### Связь со спектрами рассеяния и отражения
На спектры рассеяния и отражения материала влияют как его показатель преломления, так и его спектр поглощения. В видимой области спектра, поглощение обычно количественно определяется с помощью коэффициента экстинкции, а коэффициент экстинкции и показатель преломления количественно связаны через соотношение Крамерса — Кронига. Следовательно, спектр поглощения можно получить из спектра рассеяния или отражения. Обычно для этого требуются упрощающие допущения или модели, поэтому полученный спектр поглощения является приближённым.

## Приложения
Абсорбционная спектроскопия находит применение в химическом анализе из-за её чувствительности и количественной природы. Разрешение спектров поглощения позволяет отличать соединения друг от друга в смеси, что делает спектроскопию поглощения полезной в самых разных областях применения. Например, инфракрасные газоанализаторы можно использовать для определения наличия загрязняющих веществ в воздухе, отличая загрязняющие вещества от азота, кислорода, воды и других ожидаемых компонентов.
Чувствительность метода также позволяет идентифицировать неизвестные образцы путём сравнения измеренного спектра с библиотекой эталонных спектров. Во многих случаях можно определить качественную информацию об образце, даже если его нет в библиотеке. Инфракрасные спектры, например, имеют полосы поглощения, которые указывают на наличие связей углерод-водород или углерод-кислород.
Спектр поглощения можно количественно связать с количеством присутствующего материала, используя закон Бера — Ламберта. Для определения абсолютной концентрации соединения необходимо знать коэффициент поглощения соединения. Коэффициент поглощения для некоторых соединений известны из справочных источников, а также его можно определить путём измерения спектра калибровочного стандарта с известной концентрацией мишени.

### Дистанционное зондирование
Одно из уникальных преимуществ спектроскопии как аналитического метода состоит в том, что измерения можно проводить без соприкосновения прибора с образцом. Излучение, которое проходит между образцом и прибором, будет содержать спектральную информацию, поэтому измерение можно провести удалённо. Дистанционное спектральное зондирование полезно во многих ситуациях. Например, измерения можно проводить в токсичных или опасных средах, не подвергая риску оператора или прибор. Кроме того, материал образца не должен контактировать с прибором, что предотвращает возможное перекрёстное загрязнение.
Дистанционные спектральные измерения создают несколько проблем по сравнению с лабораторными измерениями. Пространство между исследуемым образцом и прибором также может поглощать излучение. Эти нежелательные поглощения могут маскировать или искажать спектр поглощения образца. Такие фоновые помехи также могут изменяться со временем. Источником излучения при дистанционных измерениях часто является источник окружающей среды, такой как солнечный свет или тепловое излучение от тёплого объекта, и это делает необходимым отличать спектральное поглощение от изменений в спектре источника.
Чтобы упростить эти задачи, определённую популярность приобрела дифференциальная спектроскопия оптического поглощения, поскольку она фокусируется на особенностях дифференциального поглощения и не учитывает широкополосное поглощение, такое как затухание аэрозолей и затухание из-за рэлеевского рассеяния. Этот метод применяется к наземным, бортовым и спутниковым измерениям. Некоторые наземные методы позволяют получать высотные профили тропосферных и стратосферных газовых примесей.

### Астрономия
Астрономическая спектроскопия — особенно важный вид дистанционного спектрального зондирования. В этом случае интересующие объекты и образцы настолько удалены от Земли, что электромагнитное излучение является единственным доступным средством их измерения. Астрономические спектры содержат информацию о спектрах как поглощения, так и излучения. Спектроскопия поглощения была особенно важна для понимания межзвёздных облаков и определения того, что некоторые из них содержат молекулы. Абсорбционная спектроскопия также используется при изучении внесолнечных планет. Обнаружение внесолнечных планет методом транзита также измеряет их спектр поглощения и позволяет определить состав атмосферы планеты, температуру, давление и масштаб затухания по высоте, что позволяет также определять массу планеты.

### Атомная и молекулярная физика
Теоретические модели, в основном квантово-механические модели, позволяют связать спектры поглощения атомов и молекул с другими физическими свойствами, такими как электронная структура, атомная или молекулярная масса и геометрия молекул. Поэтому измерения спектра поглощения используются для определения этих и других свойств. Например, микроволновая спектроскопия позволяет с высокой точностью определять длину связей и углы между ними.
Кроме того, спектральные измерения можно использовать для определения точности теоретических предсказаний. Например, такое явление, как лэмбовский сдвиг, измеренный в спектре поглощения атомов водорода, не был предсказан до его экспериментального обнаружения. Его открытие стимулировало и направляло развитие квантовой электродинамики. Измерения лэмбовского сдвига теперь используются для определения постоянной тонкой структуры.

## Экспериментальные методы
Самый простой подход в абсорбционной спектроскопии — генерировать излучение с помощью источника, измерять эталонный спектр этого излучения с помощью детектора, а затем повторно измерить спектр образца после размещения исследуемого материала между источником и детектором. Затем два измеренных спектра можно объединить для определения спектра поглощения материала. Одного спектра образца недостаточно для определения спектра поглощения, потому что на него будут влиять экспериментальные условия — спектр источника, спектры поглощения других материалов между источником и детектором и характеристики детектора, зависящие от длины волны. Однако эти экспериментальные условия будут влиять на эталонный спектр таким же образом, и поэтому такие комбинированные измерения спектров поглощения необходимы для изучения спектра каждого вещества.
Для перекрытия широкого электромагнитного спектра используются самые разные источники излучения. Для спектроскопии желательно, чтобы источник охватывал широкий диапазон длин волн, чтобы измерять широкую область спектра поглощения. Некоторые источники по своей природе излучают широкий спектр. Примеры включают глобары или другие источники излучения абсолютно чёрного тела в инфракрасном диапазоне, ртутные лампы в видимой и ультрафиолетовой области спектра и рентгеновские трубки. Одним из недавно разработанных, новых источников излучения широкого спектра является синхротронное излучение, который покрывает все эти спектральные области. Другие источники излучения генерируют узкий спектр, но длину волны излучения можно настроить для перекрытия требуемого спектрального диапазона. Примеры из них включают клистроны в микроволновом диапазоне и лазеры в инфракрасной, видимой и ультрафиолетовой областях спектра (хотя не все лазеры имеют настраиваемые длины волн).
Детекторы используемые для измерения мощности излучения, также будут зависеть от интересующего диапазона длин волн. Большинство детекторов чувствительны к довольно широкому спектральному диапазону, и выбор датчика часто будет больше зависеть от требований к чувствительности и шуму для данного измерения. Примеры детекторов, распространённых в спектроскопии, включают гетеродинные приёмники в микроволновом диапазоне, болометры в миллиметровом и инфракрасном диапазонах, теллурид кадмия и другие охлаждаемые полупроводниковые детекторы в инфракрасном диапазоне, а также фотодиоды и фотоумножители в видимом и ультрафиолетовом диапазонах.
Если и источник, и детектор перекрывают широкую спектральную область, то также необходимо ввести средства разрешения длины волны излучения для определения спектра. Часто спектрограф используется для пространственного разделения длин волн излучения, так что мощность для каждой длины волны можно измерять независимо. Также широко используется интерферометрия для определения спектра — инфракрасная спектроскопия с преобразованием Фурье является широко распространённой реализацией этого метода.
Две другие проблемы, которые необходимо учитывать при планировании эксперимента по абсорбционной спектроскопии, включают оптику, используемую для направления излучения, и средства удержания или содержания материала образца (называемого кюветой или ячейкой). Для большинства измерений в УФ, видимом и ближнем ИК диапазонах необходимо использование прецизионных кварцевых кювет. В обоих случаях важно выбирать материалы, которые имеют относительно небольшое собственное поглощение в интересующем диапазоне длин волн. Поглощение других материалов может мешать или маскировать поглощение образца. Например, в нескольких диапазонах длин волн необходимо измерять образец в вакууме или в среде инертного газа, поскольку газы в атмосфере имеют нежелательные абсорбционные свойства.